# Mes hommages à la donzelle
Mes hommages à la donzelle, publié en juillet 1952, est le 4e roman de la série « San-Antonio », écrit par Frédéric Dard sous le nom de plume de San-Antonio.
Chez l’éditeur Fleuve noir, il porte d’abord le numéro 30 de la collection « Spécial Police », puis en 1972 le numéro 45 de la collection « San-Antonio ». Il figure en quatrième position lorsque cette même collection adopte la numérotation par ordre chronologique, en 2003. Finalement le roman est réédité en 2011 dans le premier volume de l'« Intégrale San-Antonio » de la collection Bouquins.
C’est dans ce livre qu’apparaît physiquement pour la première fois « le Vieux » (le patron de San-Antonio), ainsi qu'un policier surnommé « Bouboule », prototype du personnage qui deviendra ultérieurement Bérurier.
Riche en péripéties et rebondissements, l’action se déroule en une vingtaine d’heures, ce qui donne du rythme au récit. Le commissaire San-Antonio est chargé de vérifier si quelqu'un, dans l’entourage d'un savant britannique travaillant pour la France, transmet des secrets d'État scientifiques à une puissance étrangère.
Le roman est dédié « à mes amis BOUVIER, "qui aiment la manière que je cause français". En affectueux hommage. S.A. ».

## Personnages principaux
- Personnages récurrents
  - San-Antonio : commissaire de police, héros de la série.
  - « Le Vieux » : patron de San-Antonio. On savait, depuis la troisième page de Réglez-lui son compte ! que San-Antonio avait un chef. Mais on n’avait pas rencontré ce personnage, avec lequel le commissaire n'entretenait que des rapports à distance. Le Vieux (dont on ignore encore qu'il s'appelle Achille) apparaît ici pour la première fois, et tel qu’en lui-même : sang froid, main d’aristocrate, front somptueux, boutons de manchette en jonc véritable. Après San-Antonio et Félicie (Réglez-lui son compte ! 1949) et avant Bérurier (Des clientes pour la morgue, 1953), il est le troisième personnage récurrent de la série.

- Personnages liés à ce roman
  - Ferdinand : petit délinquant, notamment spécialiste en ouverture des coffres-forts.
  - Professeur Stevens : savant anglais travaillant avec des atomistes français sur les plans d’une fusée.
  - Héléna Cavarès : secrétaire du professeur (la « donzelle » indiquée dans le titre du roman).
  - Charles Maubourg : homme grand et blond, amant d’Héléna.
  - Toto : gros auvergnat aux « petits yeux de goret frileux », patron du Toto’s bar. En tant qu’indic, il joue un jeu trouble.
  - Le « Frisé aux yeux d’aveugle » : homme mystérieux soupçonné d’être un espion et l’assassin de Ferdinand.
  - La « mère Tapedur » : tenancière d’une maison de rendez-vous rue de Courcelles.
  - « Long-pif » et son épouse : majordome et femme de chambre du professeur Stevens.
  - Bertrand : gardien de la maison du professeur Stevens.
  - Schwartz : patron du Champignon-Bar.
  - Bauhm : homme de main de Schwartz ; il est surnommé « Boris Karloff » par le commissaire San-Antonio.
  - Julien : patron d’hôtel.
  - « Bouboule » : policier assez brutal, spécialiste en interrogatoires.

## Résumé

### Mise en place de l'intrigue
Chapitres 1 à 5.
Le britannique Stevens travaille avec des ingénieurs français à la conception d’une fusée. Mais une formule s’est mystérieusement échappée de son coffre. « Le Vieux », patron de San-Antonio, charge donc ce dernier de surveiller Héléna Cavarès, la secrétaire du professeur.
Celle-ci rencontre deux ou trois fois par semaine Charles Maubourg, un bel homme blond, dans la maison de rendez-vous de la mère Tapedur. Pour en savoir plus, San-Antonio installe un magnétophone dans la chambre voisine de celle du couple.
Puis, il se rend dans une boîte de nuit, le Champignon-Bar,  dont la jeune femme a prononcé le nom. Là, il reçoit un appel téléphonique d’un inconnu, lui conseillant de se rendre dans une vieille demeure inhabitée de Louveciennes.
En inspectant la cave de cette maison, San-Antonio découvre un corps de femme décapitée et, juste à côté, sa tête, qui est celle d'Héléna.

### Enquête et aventures
Chapitres 6 à 17.
Pendant ce temps, à Boulogne-Billancourt, le professeur Stevens a été enlevé.
San-Antonio décide alors d’aller prendre connaissance de son enregistrement, chez la mère Tapedur. Sur la bande magnétique, entre gloussements, soupirs, petits cris et râles de satisfaction, Héléna laisse échapper des expressions en roumain.
Entre-temps, son cadavre a disparu de la maison délabrée de Louveciennes.
Revenu rôder au Champignon-Bar, le commissaire est gazé, enlevé et chargé dans une voiture. Une femme s’assied près de lui : il s’agit d’Héléna, qui a retrouvé sa tête. Deux hommes prennent place à l’avant de la voiture : Schwartz, le patron du Champignon-Bar et Bauhm, son homme de main. On arrive dans une cambrousse désolée, près d’une petite cabane où attend le professeur Stevens, complice des espions.
Lorsque San-Antonio tente de fuir dans le noir, Schwartz fait feu et blesse gravement Bauhm.
Caché sous la voiture, San-Antonio plante une épingle dans le genou de Schwartz, qui le blesse à son tour, tandis qu’Héléna abat une énorme pierre sur son épaule. Canardé par le professeur Stevens, le commissaire fuit en voiture sur trois roues, écrasant Schwartz au passage. Un avion atterrit. Le professeur Stevens court vers lui, avec les plans. San-Antonio lui tombe dessus à coups de jerrican et de démonte-pneu. Renonçant à maîtriser le pilote, qui est armé, le commissaire met le feu à l’avion, qui décolle en flammes. Mais, pendant que San-Antonio s’expliquait avec le pilote, le professeur Stevens a été mortellement atteint à l’aide d’une grosse pierre. La valise aux plans a disparu ; Héléna aussi ; la voiture aussi.
Schwartz est mort. Quant à Bauhm, il est dans le coma : « Personne ne peut plus rien pour lui, excepté le menuisier qui lui fera un pardessus en planches... ».
San-Antonio regagne Paris en auto-stop, présente son rapport au Vieux, fait soigner sa blessure et va se reposer dans un petit hôtel tenu par un vieux pote, Julien. Il peut enfin dormir. Mais, à la réception, un enfant dépose un paquet pour lui. Prévenu au téléphone par Julien, San-Antonio prie celui-ci d’ouvrir le paquet, qui explose. Du haut de l’escalier, un triste spectacle attend le commissaire : « La mâchoire de Julien est posée sur le registre des entrées et sa cervelle décore le mur. ».
San-Antonio trouve le nom du gamin chargé d’apporter le paquet, mais apprend qu’il vient d’être écrasé par une voiture.

### Dénouement et révélations finales
Chapitres 18 à 20.
Le commissaire se munit alors d'un feu de gros calibre, « une de ces armes à balles explosives qui vous font dans la carcasse des trous grands comme des entrées de métro ». Il se rend chez le professeur Stevens en compagnie d’un collègue, « Bouboule », une grosse brute.
San-Antonio a tôt fait de confondre le domestique du professeur : c’est lui qui a écrasé le gamin. San-Antonio lui administre un violent coup de poing sur le front. Puis il le confie à Bouboule. Le majordome ressemble assez rapidement « à un chaudron de cuivre qui aurait descendu l’escalier d’honneur de Buckingham Palace ». Après quoi, Bouboule prend soin de bien orienter le chaton de sa chevalière en acier véritable, puis frappe l’épouse du domestique, qui révèle le code d’accès à un passage secret.
San-Antonio s’y engage aussitôt. Il parvient à une cave où Bertrand, le gardien de la carrée, s’active près d’une chaudière. Il semble avoir oublié de faire rentrer du charbon pour l’hiver car, dans la chaudière, il y a le corps du sosie d’Héléna « qui flambe, qui se racornit, qui pète comme une pomme dans un four ».
San-Antonio remonte avec Bertrand, et trouve Bouboule occupé à transformer le valeton et son épouse en chair à saucisse. À ce moment, Héléna fait son entrée, armée d’une mitraillette, escortée de Maubourg. Bouboule tire sur Maubourg. Héléna riposte, abat Bouboule. Toute la meute se rue sur San-Antonio. On l’entraîne dans le passage secret, pour l’exécuter. C’est alors qu’un homme surgit, et fait lever les mains à toute la bande. L’homme est Jo Joyce, de l’Intelligence Service.
Il suivait l’affaire depuis qu’un garde-côtes avait découvert le cadavre du véritable professeur Stevens. Il savait donc que l’homme arrivé à Paris sous ce nom était en réalité un savant allemand.
Pendant que les flics s’occupent des espions, San-Antonio entraîne Héléna en voiture. Il ne tient pas, lui dit-il, à ce qu’elle soit fusillée. Il lui propose un marché : elle révèle où sont les plans, et elle est libre.
Héléna ôte ses bas, et les tend à San-Antonio : les formules sont imprimées dessus, en braille.
San-Antonio tient sa promesse : il la laisse partir. Mais il prévient par radio la voiture qui le suit. Le policier qui est dedans n’a rien promis à Héléna et l'interpelle.

## Une esquisse de Bérurier
Apparaissant tardivement au chapitre XVIII du roman comme personnage secondaire, « Bouboule » est un policier spécialiste des interrogatoires : « Pas de grandes facilités d’élocution, mais des pognes éloquentes ».
Certains voient en ce personnage l’esquisse de Bérurier, dont l'existence sera officialisée dans Des clientes pour la morgue (1953).
Il reçoit une rafale de mitraillette « qui lui ôte toute envie de chiquer », ce qui signifie probablement qu'il est mort : San-Antonio ne nous en dit pas plus sur son état de santé.

## Contexte éditorial
Le livre amorce un tournant dans la série :
- Le héros commence à s’éloigner de ses activités liées à la Seconde Guerre mondiale, à la Résistance et aux nazis ; il s’occupe ici de contre-espionnage.
- L’humour tient une plus grande place ici, notamment par l’abondance de métaphores saugrenues.
- Quatrième San-Antonio en quatre ans, Mes hommages à la donzelle marque la fin de la réticence de Frédéric Dard vis-à-vis d'une série que boude le succès. Dès l’année suivante, il cède à la pression de son éditeur : il s’y consacre résolument, et les San-Antonio paraissent au rythme de quatre ou cinq par an. Le succès naîtra peu à peu.

## Citations
- « Le gars San-Antonio attend. Il attend comme il est pas possible d'attendre parce que, dans son crâne de génie, une idée croît comme une plante tropicale. Et cette idée, je vais vous l'exposer, malgré que vous m'ayez tous l'air d'une belle bande de mous-de-la-tronche. »[8].

- « J'ajoute, dis-je avec assez peu de modestie, que je n’ai pas une pierre ponce à la place de la matière grise. »[9].

- « Il se baisse, je le remonte d'un coup de tatane. Ses yeux se font langoureux. Tel il est prêt à s'évanouir. Je suis essoufflé comme si je venais d'escalader le Galibier. Mais je n'attends pas mon second souffle. Avec un ahanement de bûcheron, je lui offre le plat de résistance : un direct-maison entre les carreaux. Les cartilages de son blair font un raffût du diable : on dirait qu'un éléphant vient de s'asseoir sur un sac de noix. (...) La môme Héléna est derrière moi. Elle tient un caillou un peu moins gros que l’obélisque de la place de la Concorde et l’abat sur moi. J'ai beau faire un saut de côté, j'attrape son aérolithe sur l’épaule, et ça me fait le même effet que s'il venait à manquer une guibole à la Tour Eiffel et qu'on m'ait chargé de la soutenir. »[10].

## Couvertures
- 1re édition de 1952 : illustration de Michel Gourdon.
- 2e édition de 1957 : illustration de Michel Gourdon.
- 3e édition de 1962 : illustration de Michel Gourdon.
- 4e édition de mars 1970 : illustration de Michel Gourdon.
- 5e édition de novembre 1975 : illustration photo.
- 6e édition de mars 1984 : illustration photo.
- 7e édition de mars 1991 : illustration de Georges Wolinski.
- 8e édition de novembre 1999 : illustration.
- 9e édition de novembre 2013 : illustration de  François Boucq.